# Think Tank (블러의 음반)
| 전문가 평가          | 전문가 평가  |
| 총 점수              | 총 점수      |
| 출처                 | 점수         |
| -------------------- | ------------ |
| 메타크리틱           | 83/100       |
| 평가 점수            |              |
| 출처                 | 점수         |
| AllMusic             | [ 3 ]        |
| Entertainment Weekly | C+           |
| The Guardian         | [ 5 ]        |
| Los Angeles Times    | [ 6 ]        |
| NME                  | 8/10         |
| Pitchfork            | 9.0/10(2003) |
| Q                    | [ 9 ]        |
| Rolling Stone        | [ 10 ]       |
| Spin                 | A            |
| Uncut                | [ 12 ]       |

《Think Tank》는 2003년 5월 5일에 발매된 영국의 록 밴드 블러의 일곱 번째 스튜디오 음반이다. 밴드의 이전 음반인 《13》 (1999년)의 잼 기반 스튜디오 구성을 계속하면서, 이 음반은 샘플링된 리듬 루프와 브로딩, 헤비 일렉트로닉 사운드의 사용에 따라 확장되었다. 작곡가 데이먼 알반의 음악적 관심 확대 지표인 댄스 음악, 힙합, 덥, 재즈, 아프리카 음악에서도 큰 영향을 받고 있다.
녹음 세션은 2001년 11월 런던, 모로코, 데번에서 시작되어 1년 후에 끝났다. 이 음반의 주요 프로듀서는 팻보이 슬림의 추가 프로듀싱과 윌리엄 오빗이 맡았다. 세션의 시작에 기타리스트 그레이엄 콕슨은 알코올 중독으로 재활치료를 받았다. 그가 재가입한 후, 그와 다른 멤버들 사이의 관계는 긴장되었다. 초기 녹음 세션 후, 콕슨은 완성된 음반에 그의 존재감을 거의 남기지 않고 떠났다. 이 음반은 다음 음반 《The Magic Whip》 (2015년)을 위해 밴드로 복귀하기 전까지 콕슨이 정규 멤버로 등장하지 않은 유일한 블러 음반이었다.
《Think Tank》는 느슨한 콘셉트의 음반으로, 알반은 "사랑과 정치"에 관한 것이라고 밝혔다. 평화주의자인 알반은 아프가니스탄 침공에 반대하는 목소리를 높였고 서방국가들이 이라크를 침공하겠다고 위협하자 전쟁에 반대하는 시위가 확산되었다. 음반뿐만 아니라 관련 삽화와 홍보 영상에서도 반전 운동 테마가 반복되고 있다.
3월에 인터넷에 유출된 후, 《Think Tank》는 2003년 5월 5일에 발매되었고 영국 음반 차트에서 1위를 차지하여 블러의 5번째 연속 스튜디오 음반이 되었다. 이 음반은 나중에 골드 인증을 받았다. 《Think Tank》는 오스트리아, 스위스, 독일, 노르웨이, 일본을 포함한 많은 다른 나라에서도 상위 20위 안에 들었다. 이 음반은 빌보드 200에서 56위에 오른 미국에서 가장 높은 차트 작성 음반이었다. 이 음반은 영국 싱글 차트에서 각각 5위, 18위, 22위를 기록한 세 개의 싱글을 프로듀싱했다. 음반이 발매된 후 블러는 사이먼 통이 콕슨을 위한 월드 투어를 발표했다.
《Think Tank》는 대부분 비평가들로부터 좋은 평가를 받았다.

## 배경
블러가 브릿팝 운동과 관련이 있었지만, 최근에는 기타리스트 그레이엄 콕슨의 제안으로 인디 록 밴드의 영향을 받은 《Blur》(1997년)를 시작으로 다른 음악 스타일을 실험했다. 1990년대 중후반부터 블러의 멤버들은 블러뿐만 아니라 다른 프로젝트에도 참여해 왔다. 알반은 1998년에 콕슨을 통해 만난 코믹 아티스트 제이미 휼렛과 가상 밴드 고릴라즈를 공동창작했다. 고릴라즈의 2001년 데뷔는 재정적으로 성공적이었고 비평가들의 호평을 받았다. 블러의 노래 〈You're So Great〉를 작곡한 이후, 콕슨은 솔로 활동을 시작했고 2001년 현재 3장의 솔로 음반을 발매했다. 음악적인 관심사가 다른 멤버들은 몇몇 밴드 멤버들을 소외시켰고, 콕슨은 "우리는 모두 서로를 매우 걱정하고 있으며 서로를 진심으로 많이 좋아합니다. 우리는 서로 다른 것에 빠져 있기 때문에, 그것은 부담스러워집니다." 그럼에도 불구하고 콕슨은 알렉스 제임스, 데이브 론트리와 함께 새 음반을 열망했고, 알반은 더 꺼려했다.
블러의 이전 음반인 《13》은 프로듀서 윌리엄 오빗의 지도를 받아 실험적이고 전자적인 음악을 많이 사용했다. 음반과 관련 싱글들의 성공에도 불구하고, 음반의 전체적인 소리는 이전의 노력에 비해 "고의적으로 상업적이지 못한" 것으로 여겨졌다. 2001년 1월, 블러가 참여한 더 넓은 음악적 배경에도 불구하고, 알반은 "나는 내가 (히트 음반) 《Parklife》에서 가졌던 작곡 미학으로 돌아가려고 노력하고 있다"며, 더 쉽게 접할 수 있는 음반을 다시 만들고 싶다고 말했다. 이 곡들은 전혀 같은 방식으로 편곡되지 않을 것입니다. 단지 대중이 쉽게 접할 수 있는 곡일 뿐입니다. 그는 또한 "블러와 함께 주류 이외의 것이 되는 것은 너무 복잡합니다. 이 접근법에 대한 자신의 논리를 설명했습니다. 그게 원래 있던 곳이에요. 우리는 여전히 영국의 주류들이 지적인 음악가들에 의해 충분히 대표되지 않는다고 느낍니다."
9.11 테러 이후, 테러와의 전쟁이라고 알려진 일련의 논란이 되는 군사 캠페인이 시작되었다. 2001년 11월, 아프가니스탄 침공 직후, MTV 유럽 뮤직 어워드가 프랑크푸르트에서 개최되었고, 고릴라즈는 최우수 댄스 액트로 상을 받았다. 알반과 휼렛이 연설을 하기 위해 무대로 걸어갈 때, 알반은 핵 군축을 위한 캠페인 로고가 새겨진 티셔츠를 입었다. 알반의 연설에서 그는 말했다. "그러니까, 음악은 집어치워. 들어보세요. 여기 이 기호를 보세요. 이 티셔츠를 가리키면 핵군축운동의 상징이 나옵니다. 세계에서 가장 가난한 나라 중 하나를 폭격하는 것은 잘못된 것이다. 목소리도 있고 할 수 있는 건 다 해야 해요, 알았죠?"
2002년, 이라크는 서방 국가들로부터 침략 위협을 받았다. 대중들의 반발로 인해 많은 단체들이 시위를 조직하게 되었다. 자신을 반전론자라고 표현해 온 알반은 민주적 절차 부족을 문제 삼으며 침략에 반대하는 목소리를 높였다. 반전 견해는 알반의 부모와 조부모와 공유되어 왔다. 그의 할아버지 에드워드 알반은 전년도에 단식투쟁을 벌인 후 사망했다.
알반은 매시브 어택의 로버트 델 나자와 함께 영국의 전쟁 개입의 잠재적 위험에 대한 인식을 높이기 위해 다양한 캠페인을 벌였다. 알반은 2003년 3월 하이드 파크에서 열린 집회에 참석하기 위해 연설할 예정이었는데, 당시 100만 명의 사람들이 임박한 전쟁에 항의하기 위해 런던 거리로 나왔다. 그 사건에서 그는 너무 감정적이어서 연설을 할 수 없었다.

## 녹음
《Think Tank》의 녹음 세션은 2001년 11월 런던의 알반 13 스튜디오에서 시작되었다. 알반, 제임스, 론트리는 벤 힐리에와 함께 스튜디오에 왔다. 그는 "처음에는 긴장감이 감돌았다"고 설명했다. 알렉스는 언론에서 고릴라즈에 대해 경시하는 발언을 했지만, '개자식'과 '개자식'이 있었고, 그것은 모두 다시 친구였지만 그레이엄이 실종되었다는 사실 때문만은 아니었다. 2001년 동안, 콕슨은 알코올 중독과 우울증과 싸웠고, 초기 세션에 나타나지 않았다. 콕슨의 부재에도 불구하고, 밴드의 나머지 사람들은 콕슨이 없는 상태에서 녹음하기 시작하기로 결정했다.
2002년 1월, 밴드의 나머지 사람들은 주로 알반이 4트랙에서 시작해 그 후 13명의 사내 엔지니어 톰 걸링, 제이슨 콕스, 그리고 보조 제임스 드링과 함께 로직으로 이적한 데모를 녹음했다. 콕슨은 2002년 2월과 5월에 녹음 세션을 위해 밴드의 나머지 부분에 합류했고, "스튜디오에서 긴장"이 될 것이라는 선견지명이 있었다. 콕슨은 "어색한 오후"라고 표현하며 〈Battery in Your Leg〉, 〈The Outsider〉, 〈Morricone〉, 〈Some Glad Morning〉이라는 곡에 기여했으며, 그 중 첫 번째 곡만 최종 음반에 수록되었다. 콕슨은 녹음 세션 후에 밴드를 떠났다. 나머지 블러의 멤버들은 녹음을 계속하기로 결정했고, 알반은 "블러의 정신이 개인보다 더 중요했다"고 말했다.

## 커버 아트
음반 커버에는 그래피티 아티스트 뱅크시가 스텐실로 새겼다. 뱅크시는 보통 상업적인 일을 피한다고 말했지만, 그는 나중에 "나는 청구서를 지불하기 위해 몇 가지 일을 했고, 블러 음반을 만들었습니다. 그것은 좋은 음반이었고 수수료는 꽤 많았습니다. 저는 그것이 정말 중요한 구별이라고 생각합니다. 만약 여러분이 실제로 믿는 것이라면, 상업적인 것을 한다고 해서 그것이 단지 상업적이라고 해서 그것을 똥으로 만들지는 않습니다. 그렇지 않으면, 사회주의자가 자본주의를 완전히 거부해야 합니다. 왜냐하면 질 좋은 비주얼의 제품과 결혼할 수 있다는 생각은 비록 자본주의적이긴 하지만 그 일부가 될 수 있다는 생각은 때때로 여러분이 함께 살 수 없는 모순이기 때문입니다. 하지만 때로는 블러 상황처럼 공생적이기도 합니다." 이 음반의 커버 아트는 2007년 경매에서 75,000파운드에 팔렸다. 음반의 폴드아웃 책자에는 제안되었지만 궁극적으로 제작되지 않은 고릴라즈 영화의 작업 이름이었던 "Celebrity Harvest"라는 텍스트가 수록되어 있다.
그린 데이의 2009년 음반인 《21st Century Breakdown》의 작품은 《Think Tank》의 커버와 비교되었다. 하지만 커버 아티스트 식스틴은 커버에 실린 커플이 "스웨덴 에스킬스투나에서 열린 파티에 참석한 친구의 친구일 뿐"이라며 "상호 친구가 커플이 키스하는 사진을 찍었다"고 설명했다.

## 발매
이 음반의 정식 발매 전에, 이 음반은 인터넷에 유출되었다. 론트리는 "나는 그것이 분출되는 것이 좋다"며 "나는 인터넷과 가능한 한 많은 사람들이 우리의 음반을 듣고 있습니다. 만약 누군가가 유출하지 않았다면 우리는 아마 직접 유출했을 것입니다."라고 말했다. 알반은 곡들의 가사가 관객들에게 더 친숙해졌기 때문에 이번 유출이 그들의 라이브 쇼의 평가에 도움이 되었다고 추측했다.

### 상업적 성과
이 음반은 56위로 미국에서 첫 주 판매량 2만 장을 기록하며, 당시 미국 블러 음반의 최고봉이 되었다. 2015년 4월 현재 미국에서 94,000장이 팔렸다.
영국에서, 이 음반은 5번째 연속 1위 음반이 되면서 1위를 차지했다. 이 음반은 3주 동안 10위 안에 머물렀고, 총 8주 동안 75위 안에 들었으며, 이전 음반의 장수와 판매 성공이 부족했다.

## 투어
음반 발매 후, 블러는 전 버브의 기타리스트이자 키보디스트인 사이먼 통과 함께 기타로 콕슨을 위한 월드 투어에 나섰다. 하지만 알반은 나중에 라이브 쇼가 "쓰레기"라고 느꼈고 베이시스트 알렉스 제임스는 콕슨이 없는 투어는 같지 않다고 인정했다.
2009년 블러가 콕슨과 재회한 이후, 이 음반은 블러의 세트리스트에 대부분 빠져있었으며, 2009년 〈Battery in Your Leg〉와 2015년 〈Caravan〉의 가끔 연주되는 〈Out of Time〉(콕슨의 기타 부분이 추가된 새로운 배열로)은 제외되었다.

## 곡 목록
모든 곡들은 특별한 언급이 없는 한 데이먼 알반, 알렉스 제임스, 데이브 론트리에 의해 작사/작곡하였다.
| #   | 제목                                      | 작사·작곡                           | 재생 시간 |
| --- | ----------------------------------------- | ----------------------------------- | --------- |
| 1.  | Ambulance                                 |                                     | 5:09      |
| 2.  | Out of Time                               |                                     | 3:52      |
| 3.  | Crazy Beat                                |                                     | 3:15      |
| 4.  | Good Song                                 |                                     | 3:09      |
| 5.  | On the Way to the Club                    | 알반, 제임스 드링, 제임스, 론트리   | 3:48      |
| 6.  | Brothers and Sisters                      |                                     | 3:47      |
| 7.  | Caravan                                   |                                     | 4:36      |
| 8.  | We've Got a File on You                   |                                     | 1:03      |
| 9.  | Moroccan Peoples Revolutionary Bowls Club |                                     | 3:03      |
| 10. | Sweet Song                                |                                     | 4:01      |
| 11. | Jets                                      | 알반, 제임스, 론트리, 마이크 스미스 | 6:25      |
| 12. | Gene by Gene                              |                                     | 3:49      |
| 13. | Battery in Your Leg                       | 알반, 그레이엄 콕슨, 제임스, 론트리 | 3:20      |

## 인증
| 국가                       | 인증 | 판매량/출하량 |
| -------------------------- | ---- | ------------- |
| 영국 (BPI)                 | 골드 | 100,000^      |
| 요약                       |      |               |
| ^출하량을 기반으로 한 인증 |      |               |